# Vysjejsjaja Liha 2005
In 2005 werd het vijftiende voetbalseizoen gespeeld van de Wit-Russische Vysjejsjaja Liha. De competitie werd gespeeld van 16 april tot 5 november. Sajchtsjor Saligorsk werd kampioen.
- Lokomotiv Minsk en Vedrytsj Retsjitsa waren gepromoveerd, maar Retsjitsa kreeg geen licentie voor de hoogste klasse.
- Torpedo-SKA Minsk, dat vorig jaar nog zesde eindigde verloor de financiële steun van hun sponsor en nadat bijna hun hele elftal weg ging en ze geen geld meer hadden moesten ze degraderen naar de derde klasse. Er werd beslist om de teams niet te vervangen en de competitie dit jaar zo met veertien clubs te spelen.
- Zvezda-VA-BGOE Minsk wijzigde de naam in Zvezda-BGOE Minsk.

## Eindstand
| Plaats | Club                      | Wed. | W  | G  | V  | Saldo | Ptn. |
| ------ | ------------------------- | ---- | -- | -- | -- | ----- | ---- |
| 1.     | Sjachtsjor Salihorsk      | 26   | 19 | 6  | 1  | 59-14 | 63   |
| 2.     | Dinamo Minsk              | 26   | 15 | 5  | 6  | 50-26 | 50   |
| 3.     | MTZ-RIPA Minsk            | 26   | 16 | 1  | 9  | 43-30 | 49   |
| 4.     | Tarpeda Zjodzina          | 26   | 14 | 5  | 7  | 40-25 | 47   |
| 5.     | BATE Barysaw              | 26   | 12 | 11 | 3  | 42-27 | 47   |
| 6.     | Dnjepr-TransMasj Mahiljow | 26   | 12 | 7  | 7  | 48-36 | 43   |
| 7.     | FK Homel                  | 26   | 12 | 3  | 11 | 34-32 | 39   |
| 8.     | Dinamo Brest              | 26   | 11 | 3  | 12 | 39-33 | 36   |
| 9.     | Naftan Navapolatsk        | 26   | 10 | 3  | 13 | 43-44 | 33   |
| 10.    | FK Darida                 | 26   | 7  | 8  | 11 | 30-36 | 29   |
| 11.    | Lokomotiv Minsk           | 26   | 7  | 5  | 14 | 30-43 | 26   |
| 12.    | Neman Grodno              | 26   | 7  | 3  | 16 | 20-50 | 24   |
| 13.    | Zvezda-BGOE Minsk         | 26   | 3  | 5  | 18 | 24-60 | 14   |
| 14.    | Slavija Mazyr             | 26   | 2  | 5  | 19 | 14-60 | 11   |

Er worden zowel Wit-Russische als Russische namen gebruikt, bv Dinamo Minsk gebruikt de Russische naam.
|  | Kampioen, geplaatst voor voorronde UEFA Champions League 2006/07 |
|  | Geplaatst voor de voorronde van de UEFA Cup 2006/07              |
|  | Geplaatst voor Intertoto Cup 2006                                |
|  | Degradatie                                                       |

## Kampioen
| Vysjejsjaja Liha 2005                    |
| Wit-Rusland                              |
| ---------------------------------------- |
| SJACHTSJOR SALIHORSK Kampioen (1° titel) |